# قائمة الحلقات الخاصة لـ إن إكس تي
نكست تيك أوفر (بالإنجليزية: NXT TakeOver)‏ هي سلسلة من العروض الخاصّة الدورية التي تنتجها شبكة دبليو دبليو إي وتعرضُ علامتها التجاريَّة NXT، وَالتي يتم بثها مباشرةً على شبكة WWE، تقام أحداث NXT TakeOver عدَّة مرات في السنة. كانَ عنوان NXT live Special Special الأول بشكلٍ فريد هو الوصول في فبراير 2014.

## أحداث TakeOver
| #  | الحدث                   | التاريخ          | الملعب                                      | المكان                      | الحدث الرئيسي | مرجع.                |
| -- | ----------------------- | ---------------- | ------------------------------------------- | --------------------------- | --- | -------------------- |
| 1  | TakeOver                | 29 مايو 2014     | جامعة فولسيل [الإنجليزية]                   | وينتر بارك، فلوريدا         | باك (مصارع) (c) ضدَّ تايسون كيد في بطولة دبليو دبليو إي إن إكس تي | [ 3 ]                |
| 2  | Fatal 4-Way ‏            | 11 سبتمبر 2014   | جامعة فولسيل [الإنجليزية]                   | وينتر بارك، فلوريدا         | باك (مصارع) (c) ضدَّ سامي زين ضدَّ تايلر بريز ضدَّ تايسون كيد في بطولة دبليو دبليو إي إن إكس تي | [ 4 ]                |
| 3  | R Evolution ‏            | 11 ديسمبر 2014   | جامعة فولسيل [الإنجليزية]                   | وينتر بارك، فلوريدا         | باك (مصارع) (c) ضدَّ سامي زين في أنواع مباريات المصارعة في بطولة دبليو دبليو إي إن إكس تي | [ 5 ]                |
| 4  | Rival                   | 11 فبراير 2015   | جامعة فولسيل [الإنجليزية]                   | وينتر بارك، فلوريدا         | سامي زين (c) ضدَّ كيفن أوينز في بطولة دبليو دبليو إي إن إكس تي | [ 6 ]                |
| 5  | Unstoppable             | 20 مايو 2015     | جامعة فولسيل [الإنجليزية]                   | وينتر بارك، فلوريدا         | كيفن أوينز (c) ضدَّ سامي زين في بطولة دبليو دبليو إي إن إكس تي | [ 7 ]                |
| 6  | Brooklyn                | 22 أغسطس 2015    | مركز باركليز                                | بروكلين، نيويورك (ولاية)    | فين بالور (c) ضدَّ كيفن أوينز في مباراة السلم في بطولة دبليو دبليو إي إن إكس تي | [ 8 ]                |
| 7  | Respect                 | 7 أكتوبر 2015    | جامعة فولسيل [الإنجليزية]                   | وينتر بارك، فلوريدا         | بايلي (مصارعة) (c) ضدَّ ساشا بانكس في مباراة الرجل الحديدي 30 دقيقة في بطولة النساء إن اكس تي | [ 9 ]                |
| 8  | London                  | 16 ديسمبر 2015   | ويمبلي أرينا                                | لندن، إنجلترا               | فين بالور (c) ضدَّ ساموا جو في بطولة دبليو دبليو إي إن إكس تي | [ 10 ]               |
| 9  | Dallas                  | 1 أبريل 2016     | مركز مؤتمرات كاي بيلي هاتشيسون [الإنجليزية] | دالاس، تكساس                | فين بالور (c) ضدَّ ساموا جو في بطولة دبليو دبليو إي إن إكس تي | [ 11 ]               |
| 10 | The End ‏                | 8 يونيو 2016     | جامعة فولسيل [الإنجليزية]                   | وينتر بارك، فلوريدا         | ساموا جو (c) ضدَّ فين بالور في أنواع مباريات المصارعة في بطولة دبليو دبليو إي إن إكس تي | [ 12 ]               |
| 11 | Brooklyn II ‏            | 20 أغسطس 2016    | مركز باركليز                                | بروكلين، نيويورك (ولاية)    | ساموا جو (c) ضدَّ شينسكي ناكامورا في بطولة دبليو دبليو إي إن إكس تي | [ 13 ]               |
| 12 | Toronto                 | 19 نوفمبر 2016   | Air Canada Centre                           | تورونتو، أونتاريو، كندا     | شينسكي ناكامورا (c) ضدَّ ساموا جو في بطولة دبليو دبليو إي إن إكس تي | [ 14 ]               |
| 13 | San Antonio             | 28 يناير 2017    | فريمان كوليسيوم [الإنجليزية]                | سان أنطونيو، تكساس          | شينسكي ناكامورا (c) ضدَّ بوبي روود في بطولة دبليو دبليو إي إن إكس تي | [ 15 ]               |
| 14 | Orlando                 | 1 أبريل 2017     | مركز امواى                                  | أورلاندو (فلوريدا)          | بوبي روود (c) ضدَّ شينسكي ناكامورا في بطولة دبليو دبليو إي إن إكس تي | [ 16 ] [ 17 ]        |
| 15 | Chicago                 | 20 مايو 2017     | صالة أولستايت                               | روسمونت (إلينوي)            | مؤلفو الألم [الإنجليزية] (اكام (مصارع) وريزار) (c) ضدَّ DIY [الإنجليزية] (جوني جارجانو وتوماسو تشامبا) في مباراة السلم في بطولة الفرق الثنائية إن إكس تي                                                                                              | [ 18 ]               |
| 16 | Brooklyn III ‏           | 19 أغسطس 2017    | مركز باركليز                                | بروكلين، نيويورك (ولاية)    | بوبي روود (c) ضدَّ درو ماكنتاير في بطولة دبليو دبليو إي إن إكس تي | [ 13 ] [ 19 ]        |
| 17 | WarGames                | 18 نوفمبر 2017   | مركز تويوتا                                 | هيوستن، تكساس               | SAnitY [الإنجليزية] (ألكساندر ولف، اريك يونغ (مصارع محترف), وكيليان داين [الإنجليزية]) ضدَّ مؤلفو الألم [الإنجليزية] (اكام (مصارع) وريزار) ورودريك سترونج ضدَّ The Undisputed Era (آدم كول، بوبي فيش, وكايل أورايلي) في مباراة ألعاب الحرب [الإنجليزية] | [ 20 ] [ 21 ]        |
| 18 | Philadelphia            | 27 يناير 2018    | Wells Fargo Center                          | فيلادلفيا، بنسيلفانيا       | آندرادي سين ألماس (c) ضدَّ جوني جارجانو في بطولة دبليو دبليو إي إن إكس تي | [ 22 ] [ 23 ] [ 24 ] |
| 19 | New Orleans ‏            | 7 أبريل 2018     | مركز سموثي كينج                             | نيو أورلينز، لويزيانا       | جوني جارجانو ضدَّ توماسو تشامبا في أنواع مباريات المصارعة | [ 25 ] [ 26 ]        |
| 20 | Chicago II ‏             | 16 يونيو 2018    | صالة أولستايت                               | روسمونت (إلينوي)، إلينوي    | جوني جارجانو ضدَّ توماسو تشامبا في أنواع مباريات المصارعة | [ 27 ] [ 28 ]        |
| 21 | Brooklyn 4 ‏             | 18 أغسطس 2018    | مركز باركليز                                | بروكلين، نيويورك (ولاية)    | توماسو تشامبا (c) ضدَّ جوني جارجانو في أنواع مباريات المصارعة في بطولة دبليو دبليو إي إن إكس تي | [ 29 ] [ 30 ]        |
| 22 | WarGames                | 17 نوفمبر 2018   | ستيبلز سينتر                                | لوس أنجلوس، كاليفورنيا      | بيت دون، ريكوشيت, وWar Raiders [الإنجليزية] (Hanson [الإنجليزية] وريمون رووي) ضدَّ The Undisputed Era (آدم كول، بوبي فيش، كايل أورايلي, ورودريك سترونج) في مباراة ألعاب الحرب [الإنجليزية]                                                            | [ 31 ] [ 32 ] [ 33 ] |
| 23 | Phoenix                 | 26 يناير 2019    | مركز البصمة                                 | فينيكس (أريزونا)            | توماسو تشامبا (c) ضدَّ أليستر بلاك في بطولة دبليو دبليو إي إن إكس تي | [ 34 ] [ 35 ]        |
| 24 | New York                | 5 أبريل 2019     | مركز باركليز                                | بروكلين                     | جوني جارجانو ضدَّ آدم كول في أنواع مباريات المصارعة في بطولة دبليو دبليو إي إن إكس تي | [ 36 ] [ 37 ] [ 38 ] |
| 25 | XXV                     | 1 يونيو 2019     | ساحة ويبستر بنك [الإنجليزية]                | بريدجبورت (كونيتيكت)        | جوني جارجانو (c) ضدَّ آدم كول في بطولة دبليو دبليو إي إن إكس تي | [ 39 ] [ 40 ]        |
| 26 | Toronto                 | 10 أغسطس 2019    | سكوتيابانك أرينا                            | تورونتو، أونتاريو، كندا     | آدم كول (c) ضدَّ جوني جارجانو في أنواع مباريات المصارعة في بطولة دبليو دبليو إي إن إكس تي | [ 41 ] [ 42 ]        |
| 27 | WarGames                | 23 نوفمبر 2019   | صالة أولستايت                               | روسمونت (إلينوي)، إلينوي    | توماسو تشامبا، كيث لي (مصارع محترف)، دومينيك ديجاكوفيتش, وكيفن أوينز ضدَّ The Undisputed Era (آدم كول، بوبي فيش، كايل أورايلي, ورودريك سترونج) في مباراة ألعاب الحرب [الإنجليزية]                                                                     | [ 43 ] [ 44 ]        |
| 28 | Portland                | 16 فبراير 2020   | مركز مودا                                   | بورتلاند (أوريغون)، أوريغون | آدم كول (c) ضدَّ توماسو تشامبا في بطولة دبليو دبليو إي إن إكس تي | [ 45 ]               |
| 29 | دبليو دبليو إف في منزلك | June 7, 2020     | جامعة فولسيل [الإنجليزية]                   | وينتر بارك، فلوريدا         | شارلوت فلير (c) ضدَّ ريا ريبلي ضدَّ آيو شيراي في بطولة النساء إن اكس تي | [ 46 ]               |
| 30 | XXX                     | August 22, 2020  | جامعة فولسيل [الإنجليزية]                   | وينتر بارك، فلوريدا         | كيث لي (مصارع محترف) (c) ضدَّ كاريون كروس في بطولة دبليو دبليو إي إن إكس تي | [ 47 ] [ 48 ]        |
| 31 | 31                      | October 4, 2020  | WWE Performance Center                      | أورلاندو (فلوريدا)          | فين بالور (c) ضدَّ كايل أورايلي في بطولة دبليو دبليو إي إن إكس تي | [ 49 ] [ 50 ]        |
| 32 | WarGames                | December 6, 2020 | WWE Performance Center                      | أورلاندو (فلوريدا)          | The Undisputed Era (آدم كول، كايل أورايلي، رودريك سترونج, وبوبي فيش) ضدَّ Team McAfee (بات مكافي [الإنجليزية]، بيت دون، داني يبرش, وأوني لوركان [الإنجليزية]) في مباراة ألعاب الحرب [الإنجليزية]                                                      | [ 51 ] [ 52 ]        |
| 33 | TakeOver                | March 27, 2021   | TBA                                         | TBA                         | سوف يتم تحديدها | [ 53 ]               |